# Constitutionnalité de la peine de mort aux États-Unis
Pour un article plus général, voir Peine de mort aux États-Unis.
Lorsqu'à la fin des années 1960, se pose la question de la légitimité de la peine capitale aux États-Unis, c'est autour du VIIIe amendement de la Constitution américaine que s'établit le débat : « Les châtiments cruels et exceptionnels ne devront pas être infligés ».
En 1972, dans Furman v. Georgia, la Cour suprême déclara la peine de mort inconstitutionnelle, entraînant ainsi l'annulation irréversible de toutes les condamnations à mort antérieures.
Cependant en 1976, à la suite de la persistance des législatures d'États à vouloir appliquer la peine de mort et la révision de leurs codes pénaux respectifs en vue de répondre aux critiques de Furman, la Cour revoit sa position et valide la peine de mort dans Gregg v. Georgia.
Depuis, la Cour a toujours maintenu que la peine de mort était constitutionnelle mais la soumet à une sorte de droit spécial (« death is different ») en lui imposant des obligations constitutionnelles qui n'existent pour aucune autre peine.

## VIIIeamendement
« Des cautions excessives ne seront pas exigées, ni des amendes excessives imposées, ni des châtiments cruels et exceptionnels infligés. »

## Autres amendements susceptibles de traiter de la peine de mort

### Veamendement
« Nul ne sera tenu de répondre d'un crime capital ou infamant sans un acte de mise en accusation, spontané ou provoqué, d'un Grand Jury, sauf en cas de crimes commis pendant que l'accusé servait dans les forces terrestres ou navales, ou dans la milice, en temps de guerre ou de danger public ; nul ne pourra pour le même délit être deux fois menacé dans sa vie ou dans son corps ; nul ne pourra, dans une affaire criminelle, être obligé de témoigner contre lui-même, ni être privé de sa vie, de sa liberté ou de ses biens sans procédure légale régulière ; nulle propriété privée ne pourra être réquisitionnée dans l'intérêt public sans une juste indemnité. »

### Première section duXIVeamendement
« Toute personne née ou naturalisée aux États-Unis, et soumise à leur juridiction, est citoyen des États-Unis et de l'État dans lequel elle réside. Aucun État ne fera ou n'appliquera de lois qui restreindraient les privilèges ou les immunités des citoyens des États-Unis ; ne privera une personne de sa vie, de sa liberté ou de ses biens sans procédure légale régulière ; ni ne refusera à quiconque relève de sa juridiction l'égale protection des lois. »

## Constitutionnalité ou inconstitutionnalité de la peine de mort
La peine de mort existe depuis avant la fondation des États-Unis puisqu'elle est appliquée dès 1608 en Virginie. Elle a été assez peu remise en cause jusque dans les années 1950.

### ArrêtFurman v. Georgia
C'est néanmoins le cas en 1972, lorsque William Henry Furman accuse l'État de Géorgie d'avoir violé les VIIIe et XIVe amendements de la Constitution en le condamnant à mort pour homicide commis lors d'un vol avec effraction. La Cour suprême se saisit donc du procès qu'elle juge en fonction de la question suivante : 

« La sentence et l'exécution de la peine capitale dans cette affaire constitue-t-elle un châtiment cruel et inhabituel non conforme aux VIIIe et XIVe amendements ? »

 Toute la difficulté réside dans la définition de ce châtiment prohibé. La notion de cruauté semble très subjective et par conséquent difficile à préciser juridiquement. De même le terme inhabituel (unusual en anglais) reste flou. Dans leurs analyses successives, les juges chargés de l'affaire ont abouti à divers critères d'appréciation : le caractère excessif d'une peine, sa fréquence, son utilité, la façon dont elle est perçue par la société, la souffrance physique ou morale infligée… Le juge Potter Stewart écrit dans son opinion que « ces peines de mort sont cruelles et inhabituelles de la même façon qu'être foudroyé est cruel et inhabituel »
Au terme de la procédure à la majorité de cinq voix contre quatre, la Cour suprême décide de l'inconstitutionnalité de la peine de mort dans cette affaire. L'examen auquel s'est adonné la Cour fut particulièrement fastidieux et aboutit à une décision longue de deux cents pages dans laquelle, chose rare, chacun des neuf rédigea sa propre opinion.
Seuls deux juges (Thurgood Marshall et William Brennan) concluent à l'interdiction inconditionnelle de la peine capitale en toutes circonstances. Les trois autres juges (Stewart, Douglas et White) qui condamnent la sentence le font pour ce cas particulier en raison de la façon apparemment arbitraire dont la peine a été prononcée (ce qui viole le XIVe amendement, qui insiste sur la nécessité d'une procédure légale régulière dès qu'un citoyen américain est en cause).
Dans la dissidence se trouvaient le chief justice Burger ainsi que les juges Blackmun, Powell et Rehnquist.
L'arrêt Furman v. Georgia n'établit donc pas une condamnation définitive mais un moratoire de fait, c'est-à-dire une suspension provisoire de la peine de mort, jusqu'à ce que les États fédérés règlent le problème de l'arbitraire dans l'imposition de la peine capitale, autrement dit jusqu'à ce qu'ils établissent des standards juridiques précis et acceptables en la matière.

### Arrêt Gregg v. Georgia
Durant l'année suivant l'arrêt Furman, plus de la moitié des États fédérés révisent leurs législations afin de redéfinir la procédure de la peine de mort, de telle sorte que la condamnation à mort puisse être constitutionnelle. Vers le milieu des années 1970, trente-quatre États se sont dotés de nouveaux statuts prévoyant soit la condamnation de tous les coupables de crimes capitaux à la peine de mort soit la mise en place d'une partie spécifiquement consacrée à la délibération guidée des juges ou des jurys sur la question de la peine, et plus de six cents prisonniers ont été condamnés à mort selon les nouvelles lois. Mais aucune des condamnations n'a été exécutée car on ne sait pas encore si ces nouvelles lois sont constitutionnelles. Pour que les exécutions puissent reprendre, il faut donc que la Cour suprême se prononce à nouveau en tenant compte des nouvelles données. C'est ce qu'elle fait en 1976 avec Gregg v. Georgia.
Les juges commencent par constater l'existence de nouvelles législations qui constituent selon eux « l'indication la plus éloquente de l'approbation de la peine de mort par la société ». Ils établissent ensuite que la peine de mort ne s'oppose pas en tant que telle au concept de dignité humaine au cœur du VIIIe amendement ; puis ils se demandent si la peine de mort est disproportionnée par rapport au crime pour laquelle elle est imposée et concluent que « c'est une sanction extrême, appropriée au plus extrême des crimes, celui qui consiste à prendre délibérément la vie d'un autre ». La Cour déclare donc que la peine capitale n'est pas en soi inconstitutionnelle car elle ne viole pas automatiquement les VIIIe et XIVe amendements.
À l'issue de cette première phase du jugement, la Cour se penche sur la question de la constitutionnalité des législations elles-mêmes, d'abord dans le cas de la Géorgie, puis dans ceux de la Floride, du Texas, de la Caroline du Nord et de la Louisiane. Pour qu'une législation sur la peine de mort soit légitime, il faut qu'elle « minimise le risque d'action entièrement arbitraire et irrégulière ». Partant de ce principe, la Cour établit deux grandes directives : premièrement, le système doit fournir des critères objectifs régissant et limitant la procédure pénale ; deuxièmement le système doit permettre au juge ou au jury de prendre en compte la personnalité et le témoignage de l'accusé. En fin de compte, la Cour approuve les procédures judiciaires de délibération guidée prévues par la Géorgie, la Floride et le Texas, mais rejette celles des deux autres États à cause de leur caractère automatique.
Le système de l'État de Géorgie a été validé dans cette affaire par sept voix contre deux. Les juges Brennan et Marshall ont voté seuls dans la dissidence. Ils n'accepteront jamais la légitimité de Gregg en tant que précédent et continueront à voter contre n'importe quelle condamnation à mort jusqu'à leurs démissions respectives en 1990 et 1991

### Modèle conforme
Les trois législations approuvées par la Cour prévoient toutes un procès en deux temps ; des critères législatifs guidant la décision des juges durant la phase pénale en ce qui concerne les circonstances aggravantes ou atténuantes ; et enfin une cour d'appel révisant toutes les condamnations à mort. En d'autres termes, lorsque la peine de mort est en jeu, la procédure est la suivante : les juges commencent par déterminer si l'accusé est « éligible » à la peine de mort, c'est-à-dire s'il appartient à la classe restreinte des criminels qui ont commis les crimes les plus atroces et si sa personnalité et son témoignage ne suffisent pas à atténuer sa culpabilité. Ils décident alors de la peine appropriée et, si cette peine est effectivement la mort, soumettent la sentence à une cour d'appel de l'État qui maintient, commute ou annule la peine.
La Cour suprême a limité le champ d'application de la peine capitale en la réservant aux meurtres pour ce qui est des crimes contre les personnes (Coker v. Georgia, 1977; Kennedy v. Louisiana, 2008) et en en excluant les complices dont la participation n'est que périphérique (Enmund v. Florida (en), 1982; Tison v. Arizona ,1987), les retardés mentaux (Atkins v. Virginia (en), 2002) ainsi que les mineurs de dix-huit ans (Roper v. Simmons, 2005). Aujourd'hui[Quand ?], trente-deux États fédérés pratiquent la peine de mort.

## Question évolutive
Parce que le huitième amendement doit être interprété selon les « standards évolutifs de la décence qui marquent le progrès d'une société civilisée » (Trop v. Dulles, 1958), la constitutionnalité de la peine de mort s'interprète en fonction de son acceptation par la société et peut toujours évoluer dans le temps.
Lorsque la Cour suprême a déclaré inconstitutionnelle sur la base « consensus national » la peine de mort pour les mineurs ou les retardés mentaux, renversant alors des arrêts antérieurs, l'on remarque que trois conditions étaient remplies :
- une majorité d'États l'avait interdit[Note 1] ;
- le gouvernement fédéral l'avait interdit, sauf pour la justice militaire ;
- les sondages d'opinion montraient une claire majorité des Américains opposée à ces exécutions.

Surement que si ces trois conditions étaient remplies pour ce qui est de la peine de mort elle-même (peut-être même seulement deux, voire une seule de ces trois), la peine de mort serait déclarée inconstitutionnelle par la Cour suprême.
Surement aussi que la peine de mort serait déclarée inconstitutionnelle si certains juges conservateurs de la Cour suprême étaient remplacés par des plus progressistes. Mais selon John Paul Stevens : depuis 1975 presque tous les juges nommés étaient plus conservateurs que leurs prédécesseurs respectifs. De plus en plus les juges attendent que le Président et le Sénat soient de leur bord pour démissionner.

## Arrêt Baze v. Rees

### Position de John Paul Stevens: la peine de mort inconstitutionnelle

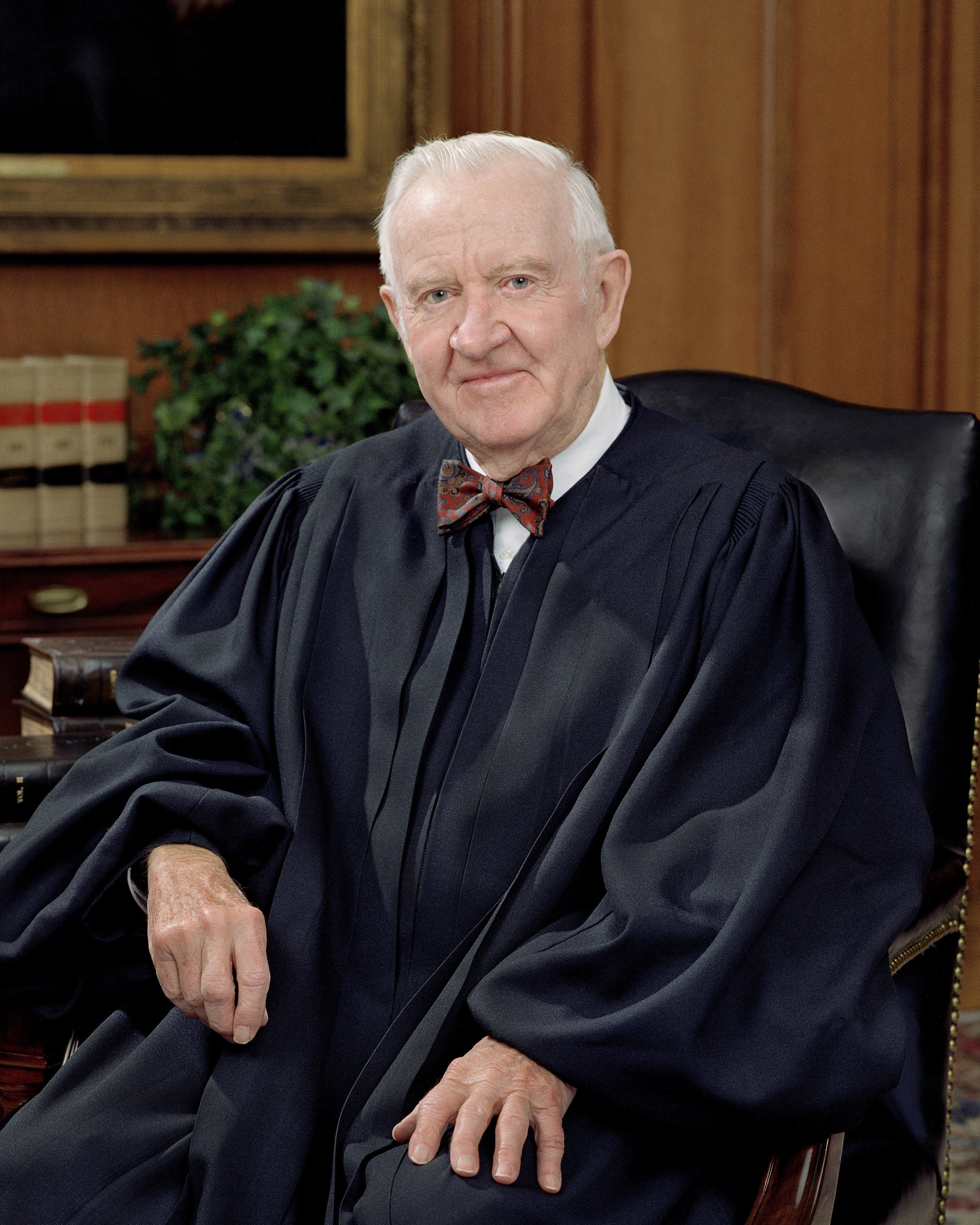
John Paul Stevens

Dans l'arrêt Baze v. Rees rendu le 16 avril 2008, le juge John Paul Stevens (qui a pris sa retraite en 2010), tout en déclarant l'injection létale du Kentucky constitutionnelle, afin de respecter la jurisprudence antérieure, met en question en obiter dictum la constitutionnalité de la peine de mort. Il déclarera plus tard qu'il a pour seul regret pour toute sa magistrature à la Cour suprême son vote dans l'affaire Gregg, validant la peine de mort.
Il se fonde pour en arriver à cette conclusion sur les arguments contre la peine de mort : le risque d'exécuter un innocent ainsi que les caractères arbitraire, possiblement discriminatoire et coûteux de la peine de mort. Il considère que la peine de mort n'est pas plus dissuasive ni rétributive qu'une peine de prison à vie sans possibilité de libération conditionnelle, et estime que les décisions de la Cour suprême et des organes législatifs de maintenir la peine de mort sont plus le fruit « de l'accoutumance et de l'inattention que d'un processus délibératif adéquat ».
Il en conclut que « appliquer la peine capitale, c’est supprimer une vie inutilement en ne contribuant que de manière très minime à des objectifs sociaux ou publics identifiables. Une peine qui apporte des bénéfices si négligeables à l’État est manifestement un châtiment excessif, cruel et inhabituel. »
Plus tard dans l'affaire Graham v. Florida, il critiquera la position originaliste des juges Scalia et Thomas, partant du principe que s'il fallait interpréter le VIIIe amendement comme ils le prétendent, c'est-à-dire selon les conceptions de l'époque de son adoption en 1791, il n'opposerait aucun obstacle juridique à l'exécution d'un enfant de sept ans pour un vol de 50 $. Sur ce point, il fut rejoint par les juges Ginsburg et Sotomayor. En revanche aucun juge n'a rejoint son opinion dans l'affaire Baze concluant à l'inconstitutionnalité de la peine de mort. Le juge Breyer, lui aussi membre du quatuor progressiste de la Cour, avait cité dans son opinion de l'affaire Baze les mêmes problèmes que Stevens qui rendent la peine de mort « controversée », mais a estimé tout de même que « la légalité de la peine de mort n'est pas devant nous ».

### Réponse de Scalia

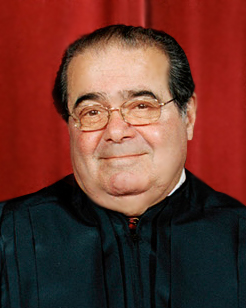
Antonin Scalia

Le juge Scalia avait dans cette affaire, pour ce qui est du fond, rejoint l'opinion de Clarence Thomas qui, conformément à une position originaliste considère qu'une méthode d'exécution n'est inconstitutionnelle que si elle est délibérément conçue afin d'infliger de la souffrance.
Mais il a écrit une opinion séparée afin de répondre au juge Stevens (rejoint par Thomas mais pas par les autres juges). Tout en se déclarant neutre sur la question de la peine de mort, il y pointe la faiblesse des arguments de Stevens, la plupart ne s'appliquant pas spécifiquement à la peine de mort mais au système judiciaire en général (comme le caractère discriminatoire), ou étant contestés au sein même de la communauté des experts (sur la dissuasion par exemple). Il y réprouve également la critique du coût des procédures judiciaires encadrant à la peine de mort dont il estime responsable Stevens et les « autres juges opposés à la peine de mort ».
Il en conclut à la fin que tout cela n'a aucune importance et que la question de la peine de mort doit rester entre les mains des élus du peuple et non de juges qui sous prétexte d'interprétation, appliquent en réalité leurs convictions personnelles. À plus forte raison dans la mesure où la Constitution autorise explicitement l'usage de la peine de mort en interdisant de priver quiconque « de sa vie » sans une procédure légale régulière (Ve et XIVe amendements) ou de mettre quiconque en accusation pour un « crime capital » sans un acte d'un grand jury (Ve amendement),.
Scalia a toujours fustigé l'interprétation progressiste de la Constitution : « ce n'est pas à neuf surannés qui siègent depuis bien trop longtemps qu'il revient de répondre à des demandes de société ».
En 1994 dans l'affaire Callins v. Collins, le juge Scalia s'était déjà disputé à ce sujet avec le juge Blackmun qui, tout comme Stevens, venait peu avant sa démission de brusquement changer d'avis sur la constitutionnalité de la peine de mort qu'il avait pourtant soutenue pendant des décennies.

## Affaire Glossip v. Gross
Le 29 juin 2015 la Cour statue sur la constitutionnalité des nouvelles formes d'injections létales adoptées après l'arrêt Baze et, par cinq voix contre quatre, ne fait au fond que réaffirmer ce dernier arrêt : le condamné a la charge de la preuve qu'il existe une méthode moins risquée et praticable.
Dans une opinion dissidente, le juge Breyer, joint par la juge Ginsburg, avance qu'il serait temps que la Cour se saisisse de la question de la peine de mort elle-même qu'il juge « très probablement inconstitutionnelle ». Il affirme que la croyance des juges qui ont réautorisée la peine de mort en 1976 ne s'est pas réalisée : l'application de la peine de mort aujourd'hui est toujours aléatoire et elle ne répond pas aux objectifs pénologiques qu'elle revendique (dissuasion, rétribution, etc.) surtout dans la mesure où elle est infligée au hasard et exécutée qu'après des délais ahurissants. Elle viole par conséquent les huitième et quatorzième amendements.
Breyer et Ginsburg sont ainsi les cinquième et sixième juges dans l'histoire de la Cour à changer de position sur la peine de mort pour la juger inconstitutionnelle. C'est pourquoi dans son opinion concordante, le juge Scalia, joint par le juge Thomas, se moque en commençant : « Welcome to Groundhog day » (« Bienvenue au jour sans fin »). Fustigeant ces juges qui, à chaque fois : « brandissent au-dessus de leur tête les études abolitionnistes les plus récentes (un genre superabondant) comme s'ils avaient trouvé les manuscrits perdus de Shakespeare », ceux-ci ne font en vérité que répéter les mêmes arguments qui n'ont pas antérieurement convaincu la Cour. Les juges fédéraux, dit Scalia, vivent dans un monde différent du peuple et sont globalement épargnés par les problèmes d'insécurité, et c'est pourquoi « l’assertion selon laquelle l'effet dissuasif supplémentaire de la peine de mort n'est pas significatif relève, à mon sens, d'une attitude digne du qu'ils-mangent-de-la-brioche (let-them-eat-cake) ».
Dans une autre opinion concordante, le juge Thomas, joint par Scalia, accuse aussi Breyer de vouloir abolir la peine de mort « par des moyens antidémocratiques » et affirme que la meilleure méthode pour mettre un terme à l'arbitraire de la peine de mort serait que la Cour réautorise les condamnations obligatoires plutôt que de les laisser à la discrétion du jury ou du juge.